# Aigen am Inn
Aigen am Inn (amtlich: Aigen a.Inn) ist ein Ort in der Gemeinde Bad Füssing und eine Gemarkung im Landkreis Passau und ein bedeutender Wallfahrtsort.

## Geologie
Das Pfarrdorf liegt im Urstromtal des Inn, der auf den Feldern im fruchtbaren Lößboden zahlreiche Kiesel hinterlassen hat.

## Geschichte
Der Boden am Unteren Inn „liefert“ schon seit vielen Jahrzehnten immer wieder neue Informationen zur vor- und frühgeschichtlichen Besiedlung dieses Gebietes, die in den letzten 7000 Jahren ununterbrochen andauerte. Bei Notuntersuchungen im neuen Baugebiet „Graswinkl“ östlich von Aigen am Inn im Juli 1996 gelang es, bedeutende archäologische Funde aus der Urnenfelderzeit, Hallstatt- und Latènezeit zu sichern.
Nach Kelten, Römern und Bajuwaren dürften die ersten Ansiedler im Mittelalter Fischer gewesen sein, wobei die Herren dieses Landstriches damals die Grafen von Katzenberg auf der heute oberösterreichischen Seite des Inns waren. In diese Zeit fällt auch die Legende vom Gelöbnis des Burgfräuleins von Katzenberg und dem im Inn angeschwemmten Leonhardibildnis, das zur Entstehung der Wallfahrtskirche zum Hl. Leonhard führte und zu einem schnell wachsenden Dorf.
Der Ort Aufhofen bzw. Aufhoven kam 1010 (zusammen mit Irching, Hart und Aufhausen) als Schenkung Kaiser Heinrichs II. an das reichsunmittelbare Kloster Niedernburg. Als dessen Besitz wurde er zuerst 1161 von Kaiser Friedrich I. Barbarossa und abschließend 1193 von Heinrich VI. dem Hochstift Passau unter Fürstbischof Wolfger übereignet und offiziell als „Aufhoven im (stephanischen) Aigen“ (Eigentum des Hochstifts) benannt. 1470 wurde der Ort von Fürstbischof Ulrich zur Hofmark erhoben.
Erst um 1700 setzte sich der alleinige Name Aigen (mundartlich „z’Oang“) durch. Mit einigen umliegenden Orten bildete Aigen bis zur Säkularisation in Bayern 1803 als Herrschaft Riedenburg eine fürstbischöfliche Enklave innerhalb des Kurfürstentums Bayern, danach wurde es dem späteren Königreich Bayern zugeschlagen. Mit dem Frieden von Teschen 1779 waren zudem die östlich des Inn gelegenen Gebiete des Kurfürstentums Bayern als „Innviertel“ zu Österreich gekommen. Dies hatte auch Auswirkungen auf Aigen am Inn, da der Untere Inn, der bis dahin in erster Linie ein Handelsweg innerhalb Bayerns gewesen war, damit zum Grenzfluss wurde und der Handel stark einbrach.
Die mit dem Gemeindeedikt gegründete Gemeinde Aign wurde 1900 in Aigen und 1955 in Aigen am Inn umbenannt.
Nachdem sich ab Mitte des 20. Jahrhunderts Bad Füssing zu einem prosperierenden Fremdenverkehrsort entwickelt hatte, erkannten die Räte der damaligen Gemeinde Aigen unter dem letzten Bürgermeister Ludwig Doppelhammer die mit einer Kooperation verbundenen Chancen. Im Zuge der Gebietsreform wurde deshalb Aigen am 1. Januar 1972 an die Gemeinde Bad Füssing angeschlossen.

## Kultur und Sehenswürdigkeiten

### Wallfahrt und Kirche Mariä Himmelfahrt zu St. Leonhard

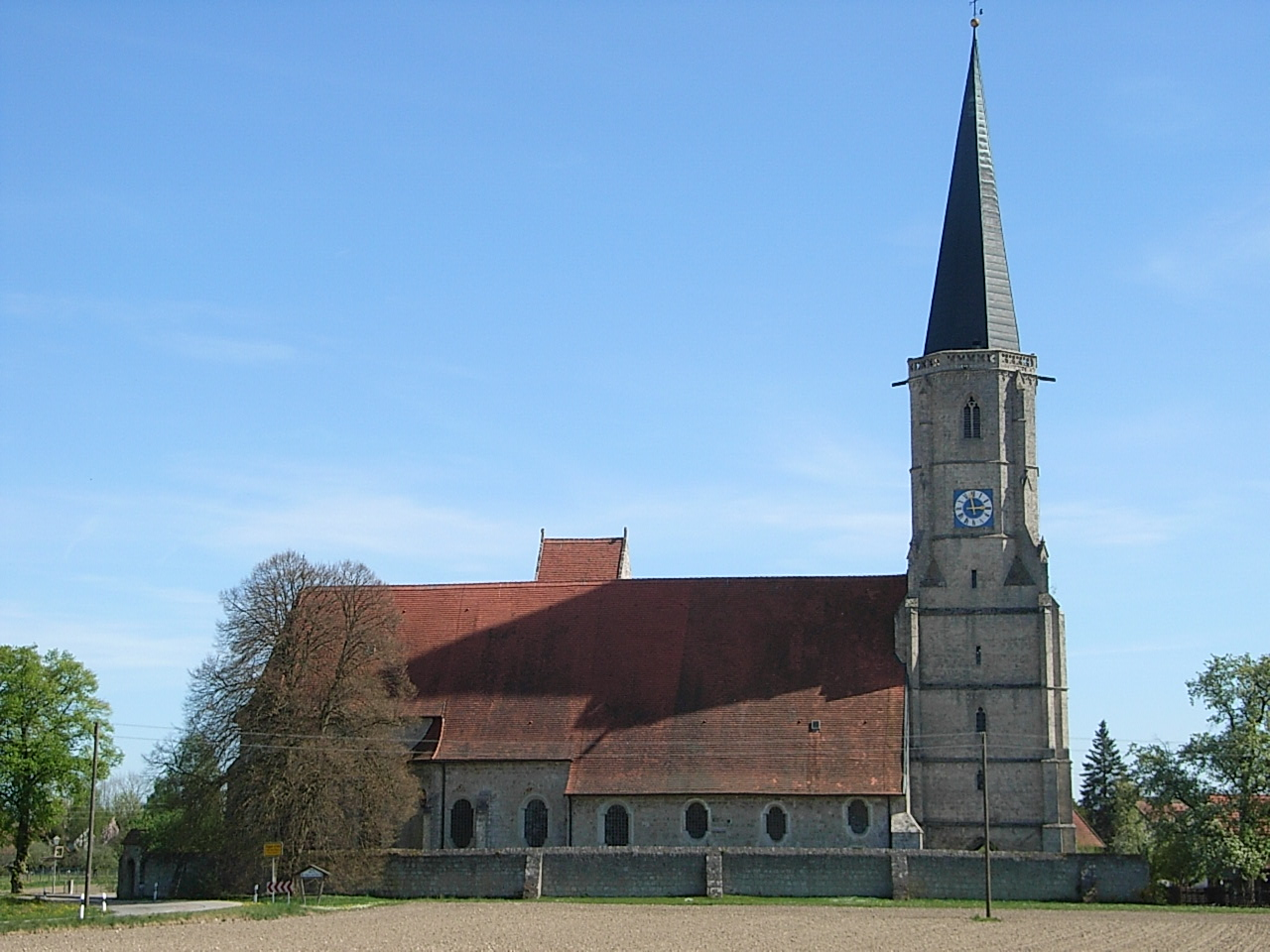
Die Wallfahrtskirche Mariä Himmelfahrt zu St. Leonhard

Die Wallfahrt zum heiligen Leonhard geht Berichten zufolge auf eine vom Inn angeschwemmte hölzerne Leonhardifigur zurück. Zu Ehren des Heiligen, der in Bayern schon im 9. und 10. Jahrhundert als Schutzpatron der Gefangenen verehrt wurde, begann man um 1180 eine Kirche im romanischen Stil zu bauen, die 1256 eingeweiht wurde. Um 1450 wurde sie im gotischen Stil erweitert, 1646 folgte die Barockisierung. Der größte Teil der zuletzt 1988 renovierten Wallfahrtskirche St. Leonhard stammt aus der Zeit um 1500. Eine Besonderheit ist die Orgel von Johann Ignaz Egedacher.
Die Leonhardiwallfahrt von Aigen ist die älteste in Bayern neben der von Inchenhofen. Zahlreiche Votivgaben im Untergeschoss des Südturms veranschaulichen die Bedeutung der Wallfahrt. Gespendet wurden hauptsächlich kleine eiserne Opfertiere. Die Verehrung des heiligen Leonhard als Patron der Tiere geht darauf zurück, dass die Gefangenschaftsketten, mit denen der heilige Leonhard oft dargestellt ist, als Viehketten interpretiert wurden. Besonders auffällig sind die fünf, ursprünglich sechs Würdinger Eisenklötze, die an menschliche Gestalten erinnern. Die größte Figur ist 78 Zentimeter hoch und 145 Kilogramm schwer. Sie zu schultern, galt als besondere Leistung zum Schutz vor Krankheit. Der heilige Konrad von Parzham pilgerte von 1840 bis 1849 fast jede Woche nach Aigen. Am ersten Sonntag im November (sofern an diesem nicht Allerheiligen ist) findet alljährlich ein Leonhardiritt statt, der in den 1970er Jahren wieder belebt wurde. Der Gedenktag des hl. Leonhard wäre zwar der 6. November, aufgrund der Tatsache, dass in der modernen Zeit an diesem Tag niemand mehr Zeit fände, wurde der Umritt kurzerhand auf einen Sonntag verlegt. Die Verehrung des heiligen Leonhard als Patron der Gefangenen findet sich auch in der Kette auf dem Wappen der Gemeinde Bad Füssing wieder. Die Leonhardi-Kirche erhielt in jüngerer Zeit ein Nebenpatrozinium zum Festtag Mariä Himmelfahrt (15. August) und wurde so auch Marien-Wallfahrtsort (Wallfahrtskirche Mariahilf).

### Pfarrkirche St. Stephan

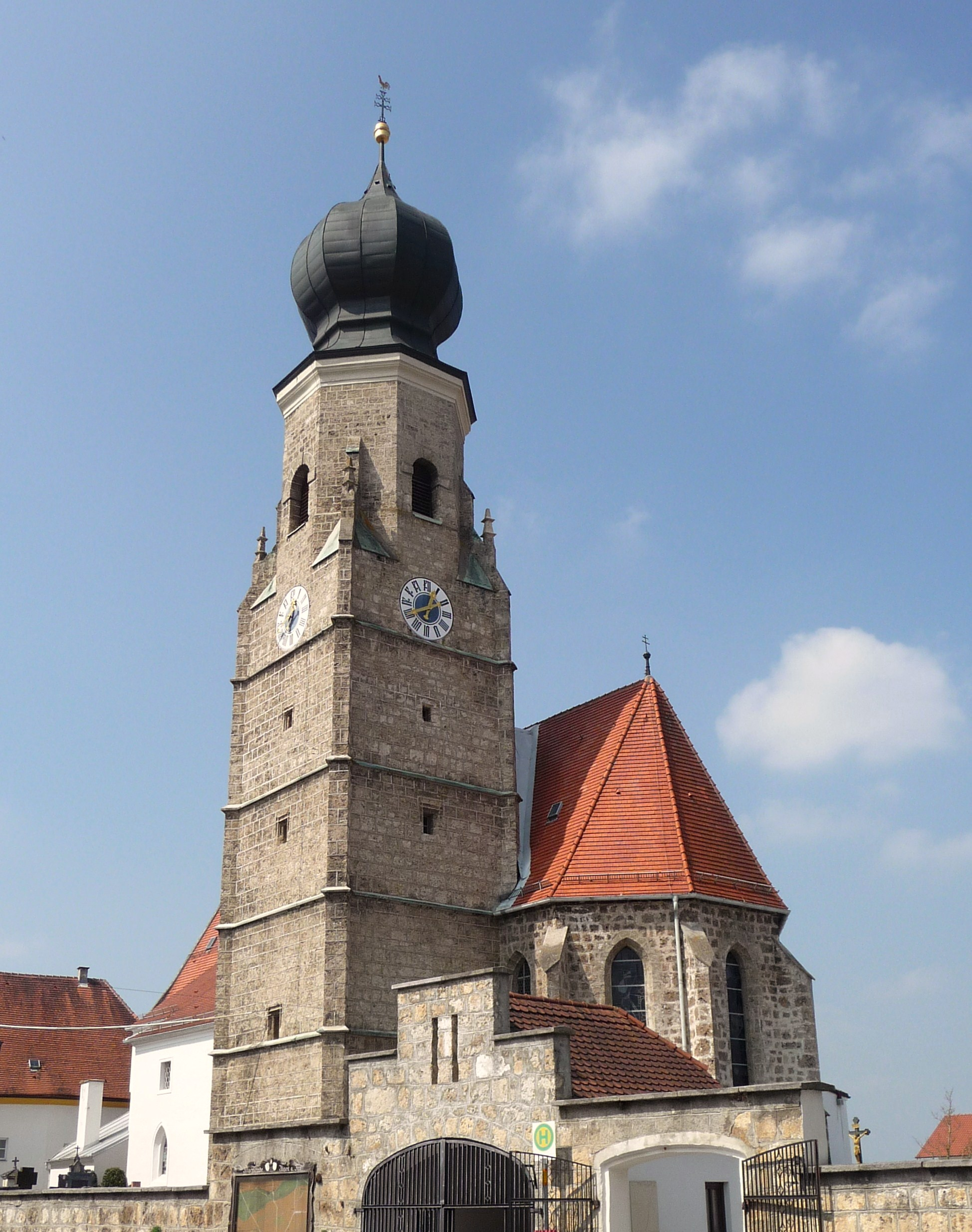
Die Pfarrkirche St. Stephan

Die Pfarrkirche St. Stephan entstand 1161, der Aigener Kirchenführer gibt an: „Bald danach dürfte zu Aigen eine Pfarrkirche gegründet worden sein, St. Stephan, die mit ihrem Patrozinium die Zugehörigkeit zur Passauer Bischofskirche bekundete – Quellen für den Vorgang fehlen allerdings, doch handelt es sich um einen zeittypischen Prozeß.“ Die heutige Gestalt erhielt sie 1470 bis 1518, maßgeblich gestaltet von Baumeister Thomas von Braunau, der in den Jahren 1461–1480 wirkte und kunstgeschichtlich als „Meister von Aigen“ bezeichnet wird. Danach wurde sie nach dem Brand 1685 barockisiert und noch mehrmals verändert. Aigen war bis 1974 Dekanatssitz und gehört seitdem zum katholischen Dekanat Pocking.

### Zehentstadl

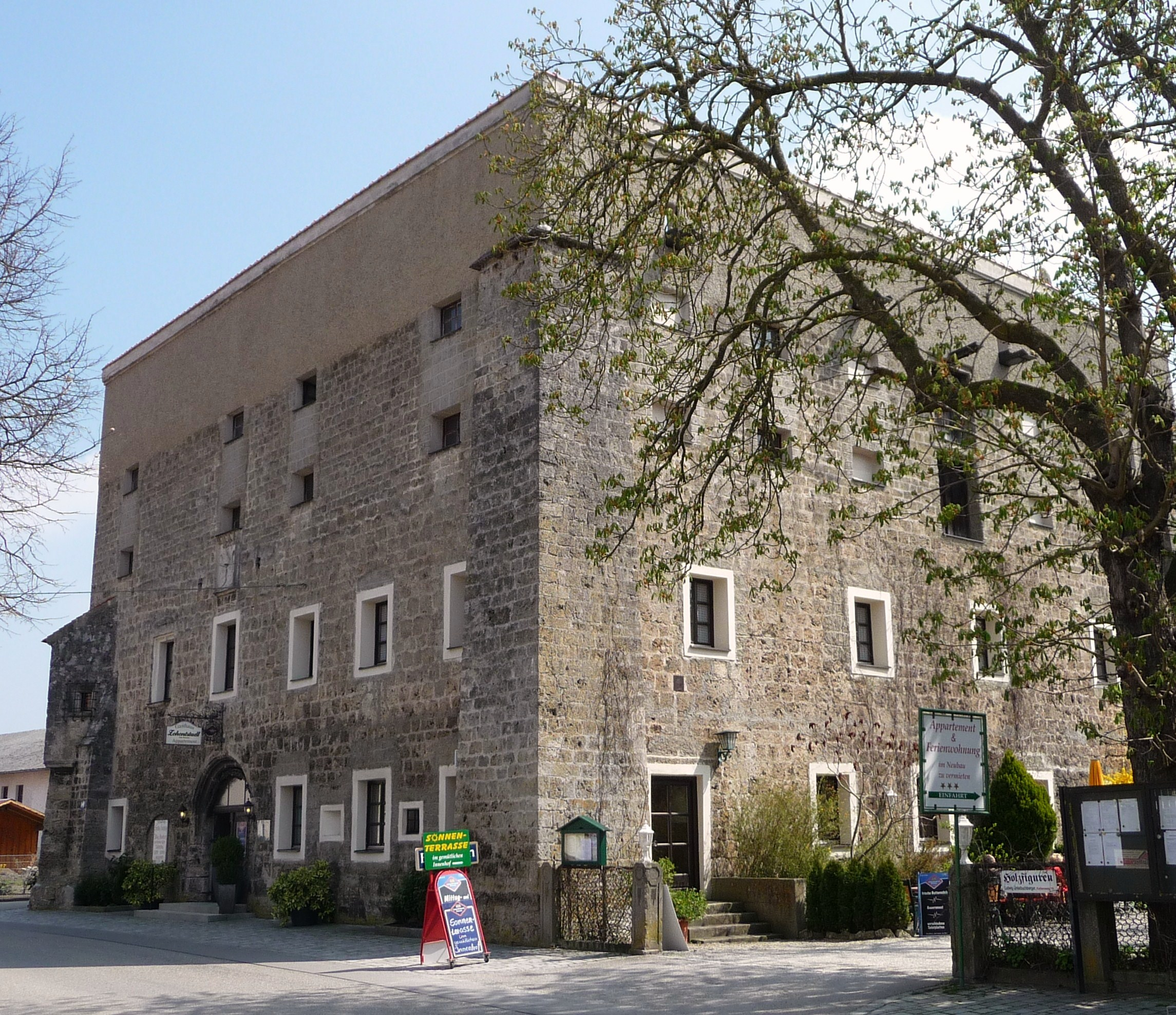
Der Pflegerkasten

Aigen war Sitz eines fürstbischöflichen Pflegers mit Pflegegericht und einer bischöflichen Tafernenwirtschaft, an die das 1450 erbaute Kastengebäude aus Tuffstein-Quadern erinnert. In den unteren Geschossen befanden sich die Wohn- und Gerichtsräume, die oberen Geschosse waren Getreidespeicher für die Naturalienabgaben. 1685 erhöhte nach einem Brand der Passauer Hofbaumeister Bartholomäus Panickh die Außenwände um einen Feuermantel, wodurch das kubische Erscheinungsbild des Blockbaus verstärkt wurde.
Das historische Gasthaus wurde während der Coronazeit geschlossen und wird seitdem nicht mehr betrieben.

### Schloss Neuriedenburg
Das Gebäude Klosterstrasse 2 wurde 1704/05 von Kardinal Johann Philipp von Lamberg errichtet, 1770 war es ein zweistöckiges Jagdschloss. Das prunkvolle zweite Stockwerk brannte im Jahr 1810 ab und wurde nicht mehr aufgesetzt. Ab 1860 diente das Gebäude den Englischen Fräulein als Kloster mit Mädchenschule, 1893 wurde daraus eine „Kinderbewahranstalt“, heute beherbergt es den örtlichen Kindergarten.

### Leonhardi-Museum
Das Leonhardi-Museum Aigen ist ein Heimatmuseum mit einer Dauerausstellung über den Heiligen Leonhard sowie wechselnden Themenausstellungen bekannter Künstler des Inn- und Rottals.

### Traditionelle Bauernhöfe und historische Bauernhäuser
Die stattlichen Gebäude mit ihren typischen Hoftoren im Ortsinnern vermitteln das Gefühl „ländlicher Atmosphäre und niederbayerischer Gastlichkeit“. Die Landwirte erzeugen, heute meist im Nebenerwerb, auf ausgedehnten Mais- und Getreidefeldern noch selbst das Futter für ihre Rinder und Schweine. Auf den Streuobstwiesen weiden Schafe und picken freilaufende Hühner. An einigen Häusern befinden sich Hinweistafeln über historische Ereignisse und Geschlechterfolgen. Die Höfe sind nicht nach den Besitzern, sondern mit traditionellen Hofnamen benannt, die unabhängig von Einheirat und Besitzwechsel weiter geführt werden. Da gibt es zum Beispiel noch den Rahbauernhof, den Schwarzfärberhof, den Stoaningerhof; in Aufhausen, das vordem zur selbständigen Gemeinde Aigen gehörte, findet man die Hofnamen auf einheitlichen Schildern: Eckinger, Hackerhof, Hinterbauer, Mayerhofer, Schwarz, Stallbauer, Wallerhof.
Für die Unterkunft von Füssinger Kurgästen sorgen etliche Appartement-Vermieter.

## Natur, Freizeit und Hobbys

### Vogelschutzgebiet Unterer Inn mit Auen
Über 300 nachgewiesene Arten in dem Reservat Unterer Inn in den Innauen unterhalb des Damms und auf dem gestauten Inn sind ein Erlebnis besonderer Art, besonders gut zu beobachten auch von der anderen Innseite bei Katzenbergleithen.

### Fuß- und Rad-Wanderwege
- Europäischer Pilgerweg Via Nova
- Römerradweg Passau – Inn – Attersee
- Inntalradweg
- Nordic Walking Parcours Bad Füssing
- Verkehrsarme asphaltierte Wege zu den umliegenden Feldern und Weilern

### Handwerkliche Kunst
- Zwei Keramik-Werkstätten
- Steinvögel (Eisenmodelle auf Inn-Kieseln)
- Holzfiguren
- Imkerei Berger
- Bio-Brennerei
- Bio-Bäckerei – Tradition seit 1730

Teilweise sind die Produkte auch auf dem Bad Füssinger Wochenmarkt erhältlich.

### Vereine
- SV Aigen am Inn[9]
- EC/DJK Aigen am Inn[10]
- Heimat- und Trachenverein Inntaler Buam Aigen am Inn e. V.[11]
- Hubertusschützen Aigen am Inn[12]

## Söhne und Töchter des Ortes
- Johannes Dachsberger (1898–1981), katholischer Geistlicher, Generalvikar in Passau
- Ludwig Eckinger (* 1944), Lehrer, Schulleiter in Saal an der Donau, Gewerkschaftsfunktionär und Autor
- Josef H. Reichholf (* 1945), Zoologe, Evolutionsbiologe und Ökologe